# الحقبة الباردة في العصر البرونزي الوسيط
الحقبة الباردة في العصر البرونزي الوسيط هي فترة تميّز فيها المناخ بالبرودة بشكل غير عادي في منطقة المحيط الأطلسي، استمرت من عام 1800 قبل الميلاد حتى عام 1500 قبل الميلاد.
 تلتها حقبة العصر البرونزي الأمثل (1500—900 قبل الميلاد).

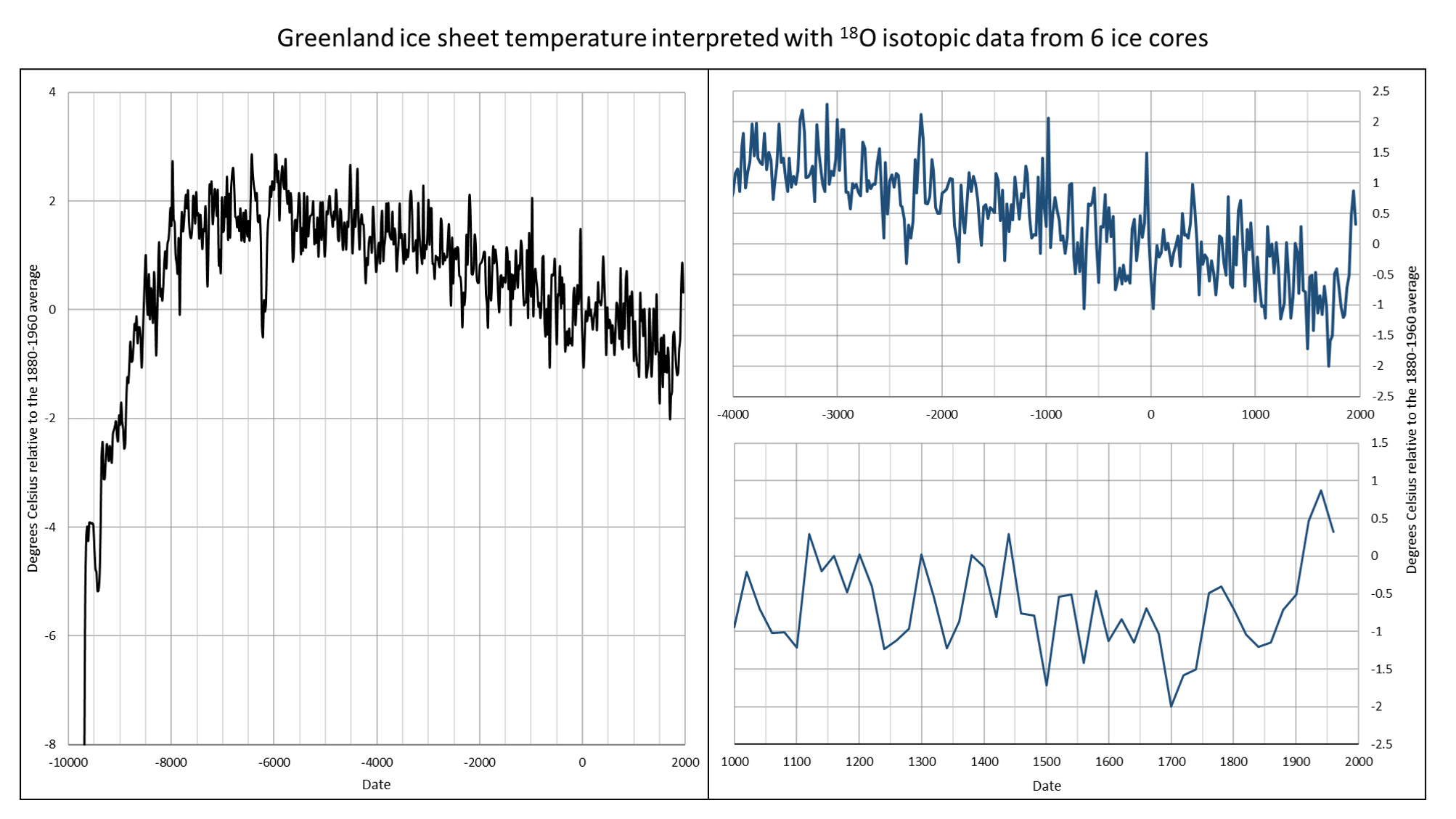
تفسير درجات حرارة الغطاء النباتي في غرينلاند باستخدام نظير 180 من 6 نوى جليدية (Vinther, B., et al., 2009)

خلال تلك الحقبة، حدثت سلسلة من ثورات البراكين الشديدة، بما فيها ثوران جبل فيزوف حوالي عام 1660 قبل الميلاد)، وجبل أنياكتشاك (حوالي عام 1645 قبل الميلاد)، وسانتوريني (ثوران مينون، حوالي عام 1620 قبل الميلاد).